# Chrono Trigger DS
Chrono Trigger DS is een RPG-videospel voor de Nintendo DS, ontwikkeld door het bedrijf Square Enix en overgezet naar de Nintendo DS door het bedrijf TOSE (van origine was Chrono Trigger een Super NES spel).
TOSE deed ook de bewerking van de PlayStation versie in 1999.
Deze versie van Chrono Trigger bevat dezelfde extra's als de PlayStation versie, zoals diverse toegevoegde animatiefilmpjes.
Tevens bevat deze versie extra gebieden die speciaal ontwikkeld zijn voor deze versie van het spel, genaamd the Lost Sanctum en de Dimensional Vortex en maakt het spel gebruik van de extra functies die mogelijk zijn met de Nintendo DS (het dualscreen en touchscreen)
Het spel werd overzien door ontwerpers van het originele team, zoals scenarioschrijver Masato Kato en componist Yasunori Mitsuda.
Ook is de vertaling in het Engels opnieuw gereviseerd door Tom Slattery.
Dit is de eerste keer dat het spel Chrono Trigger is uitgegeven op de Europese markt.